# Teresa Maria Roca i Vallmajor
Teresa Maria Roca Vallmajor (Mataró, 1948 – Mataró, 1993) fou una destcada atleta catalana.
Fou campiona d'Espanya de salt d'alçada a l'aire lliure (1966, 1967, 1969, 1971) i en pista coberta (1968). També fou nou vegades campiona de Catalunya en la mateixa prova entre el 1965 i el 1973, dues de les quals en pista coberta, i una vegada campiona de Catalunya de salt de llargada (1965). Aconseguí diversos rècords de Catalunya de salt d'alçada entre el 1965 i el 1972, any en què també aconseguí el rècord estatal. Fou internacional amb la selecció espanyola en set ocasions. Al febrer del 2007 s'inaugurà a Mataró un pavelló poliesportiu municipal que porta el seu nom.